# FH Joanneum

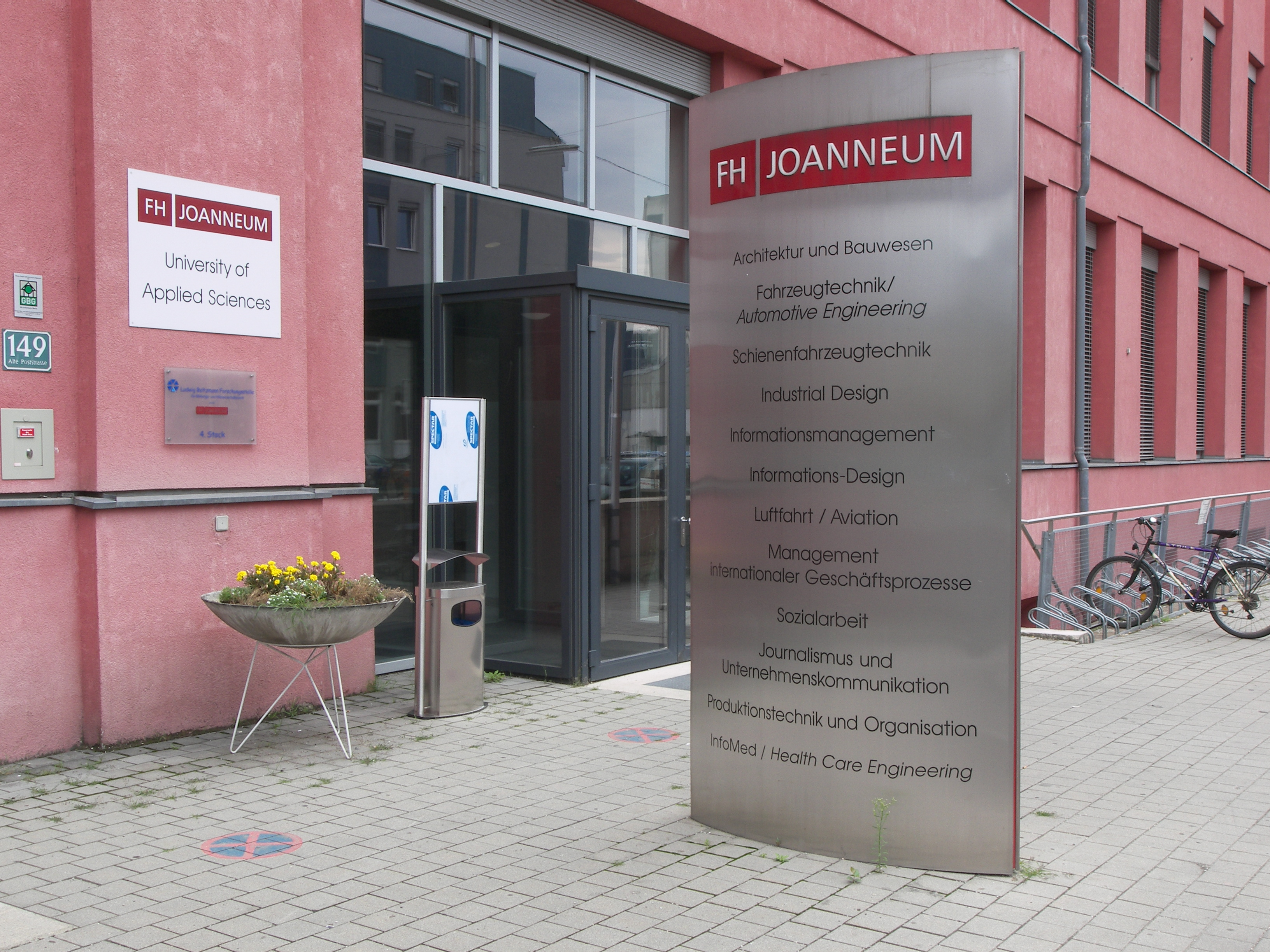
Haupteingang Graz, Alte Poststraße 149

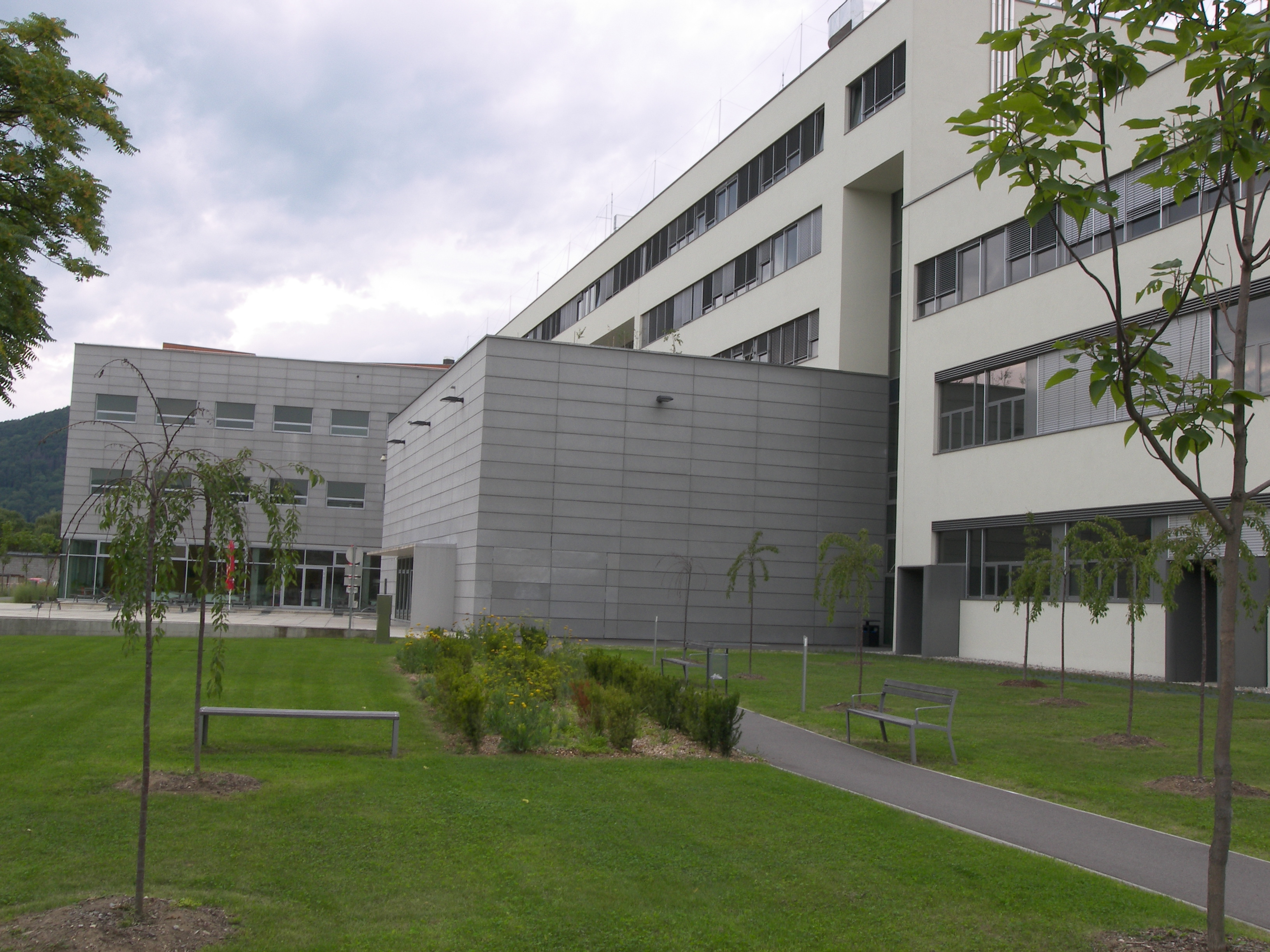
Campus-Gebäude in Graz, Eggenberger Allee 11

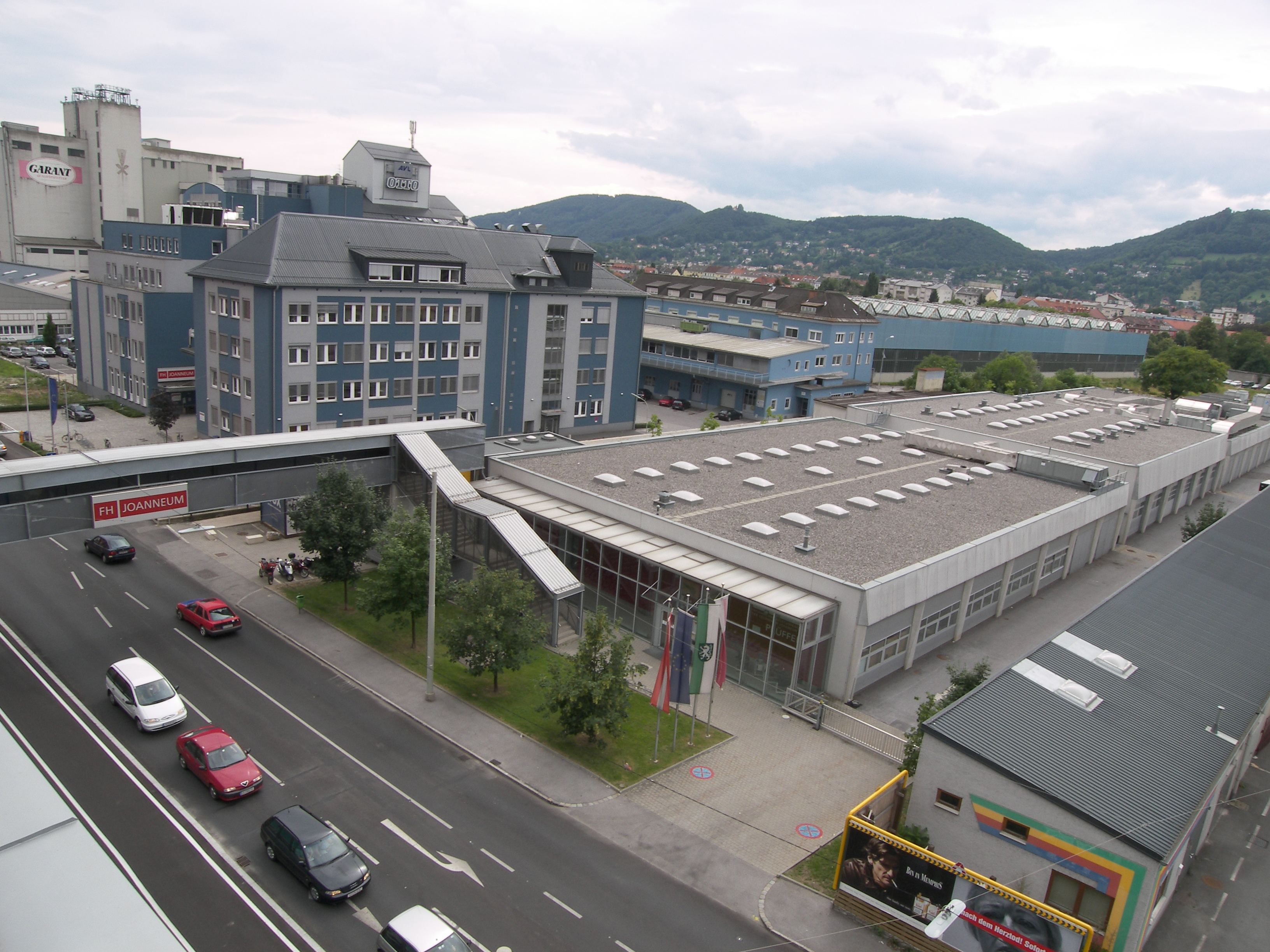
Prüffeld Fahrzeugtechnik (flaches Gebäude) und Alte Poststraße 152/154 (blaues Gebäude links davon), Graz

Alte Poststraße 147

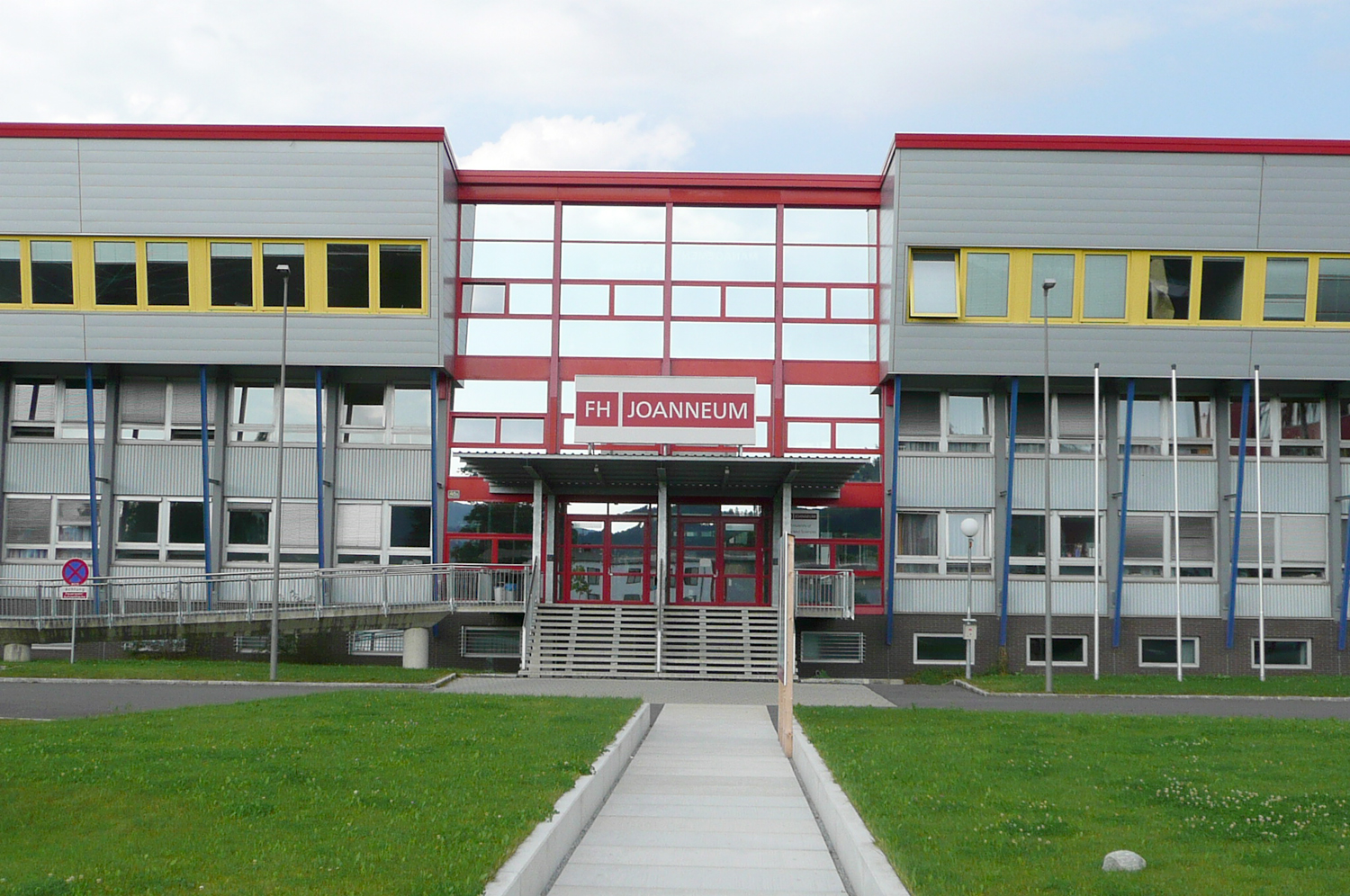
Gebäude der FH Joanneum in Kapfenberg

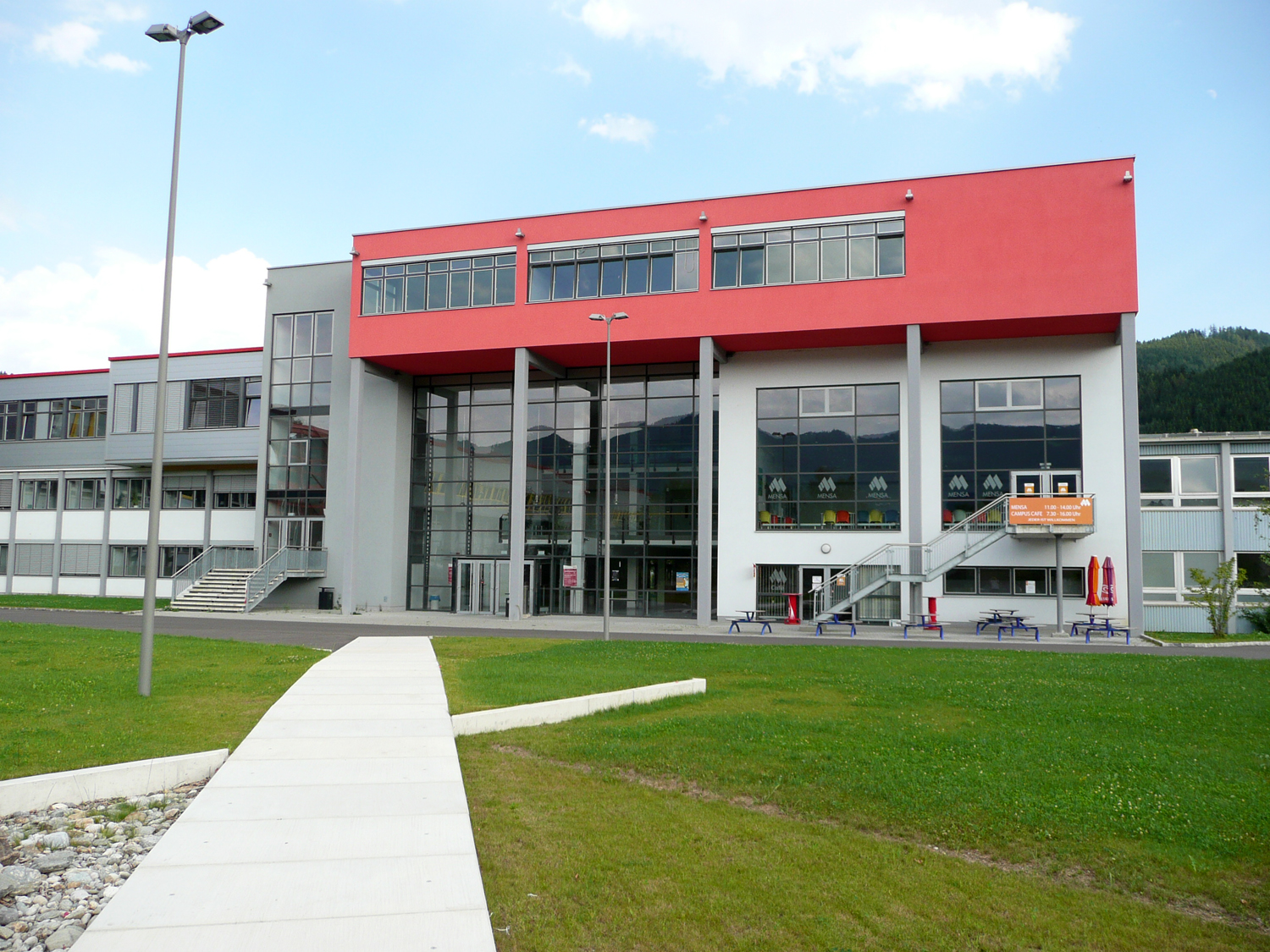
Mensa in Kapfenberg

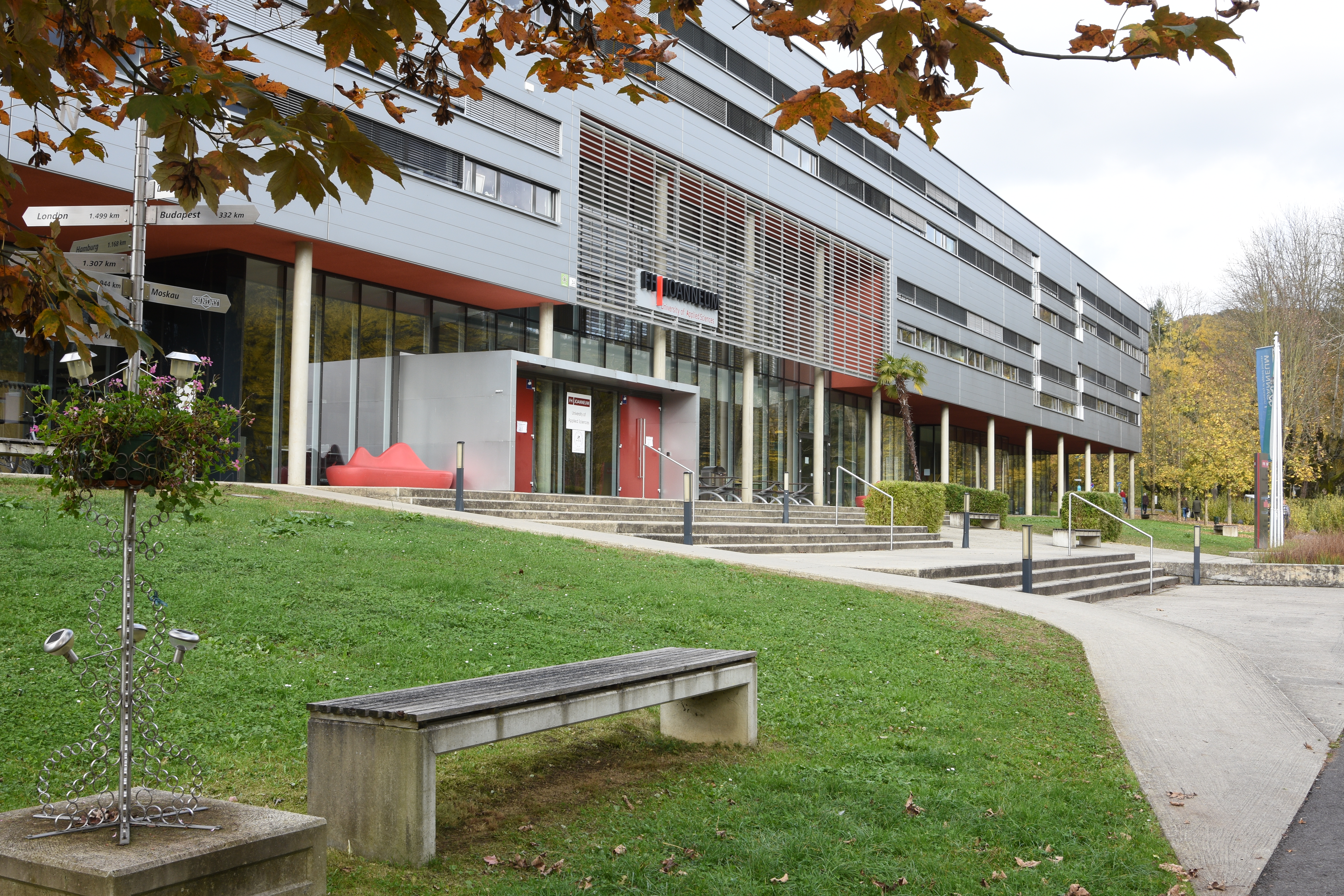
FH Joanneum in Bad Gleichenberg

Die FH Joanneum (Eigenschreibweise in Versalien FH JOANNEUM) ist eine Fachhochschule mit drei Standorten Graz, Kapfenberg und Bad Gleichenberg in der Steiermark. Sie hat rund 5000 Studierende, rund 750 Mitarbeiterinnen und Mitarbeiter und 1180 Lehrbeauftragte. Sie bietet Studiengänge mit wirtschaftswissenschaftlichem, technischem, gesundheitswissenschaftlichem und sozialwissenschaftlichem Schwerpunkt.

## Geschichte
Die FH Joanneum wurde 1994 unter dem Namen TECHNIKUM JOANNEUM GmbH von der Joanneum Research GesmbH und dem Land Steiermark gegründet. Seit 2001 gibt es Gesundheitsstudiengänge am Campus Bad Gleichenberg, und 2007 erhielt die FH Joanneum den Status einer Hochschule.

## Status
Die Fachhochschule ist als FH Joanneum Gesellschaft mbH akkreditiert, diese Gesellschaft wird vom Land Steiermark als Mehrheitsgesellschafter gehalten, weitere Anteilseigner sind die Landesgesellschaften Joanneum Research und Steirische Wirtschaftsförderung. Sie ist Teil des Steirischen Hochschulraumes „Science Space Styria“. Sie ist eine von vier Fachhochschulen in Österreich, die keine Studiengebühren erheben.

## Departments/Studienangebot
An der FH Joanneum werden 28 Bachelor- und 25 Master-Studiengänge sowie 16 postgraduale Master-Lehrgänge bzw. akademische Lehrgänge an 26 Instituten in sechs Departments angeboten:
- Angewandte Informatik
- Bauen, Energie & Gesellschaft
- Engineering
- Gesundheitsstudien
- Management
- Medien & Design

Die Studiengänge werden in Vollzeit, berufsbegleitender oder berufsermöglichender Organisationsform angeboten. Vier Studiengänge sind eines dualen Studiums organisiert: „Mobile Software Development“, „Produktionstechnik und Organisation“, „Engineering and Production Management“ sowie „Lebensmittel: Produkt- und Prozessentwicklung“.

## Projekte
„joanneum racing graz“: Jedes Jahr konstruieren und bauen Studierende der Studiengänge „Fahrzeugtechnik“, „Industrial Design“, „Informationsdesign“, „Elektronik und Computer Engineering“, „Produktionstechnik & Organisation“, „Journalismus & Public Relations“ und „Physiotherapie“ einen Rennwagen. Die Infrastruktur wie Werkstatt und Prüffeld gibt es in der FH. Verankert ist das Projekt im Studiengang „Fahrzeugtechnik“ und wird von Sponsoren unterstützt. Mit dem Wagen nehmen sie dann an der „Formula Student“ und anderen FSAE-Wettbewerben teil. Die größten Erfolge sind Gesamtsiege 2006, 2015 und 2021 bei der Formula SAE Italy sowie die 3. Gesamtränge 2007, 2015 und 2016 in Hockenheim, bei der Formula Student UK 2008 in Silverstone sowie 2015 in Michigan.
Das Magazin „blank“, der lokale Weblog „Annenpost“ und weitere Kommunikationsprojekte werden von Studierenden von „Journalismus und PR“ erstellt.
Der Researchslam ist eine jährliche Veranstaltung des Instituts Design & Kommunikation am Grazer Standort der Hochschule, bei der Studierende ihre Forschungsprojekte in einem unterhaltsamen und verständlichen Format präsentieren. In Anlehnung an das Format des Poetry Slams treten die Teilnehmer mit kurzen, prägnanten Vorträgen gegeneinander an, wobei der Fokus auf der Vermittlung komplexer wissenschaftlicher Themen in verständlicher Form liegt.

## Initiativen
Jedes Jahr nimmt die Fachhochschule an der KinderUni Graz teil, in deren Rahmen Kinder an verschiedenen Workshops und Vorlesungen teilnehmen können.
Im Jahr 2010 wurde der Standort Bad Gleichenberg der Fachhochschule mit dem Sustainability Award des Bundesministeriums für Wissenschaft und Forschung sowie des Lebensministeriums ausgezeichnet sowie von der Österreichischen UNESCO zum UN-Dekadenprojekt für Bildung für nachhaltige Entwicklung ernannt.
Seit 2008 finden an der Fachhochschule offene Barcamps zu unterschiedlichen Themengebieten statt. Regelmäßig wird vom Studiengang Content Strategy das sogenannte COSCAMP durchgeführt.
Die Fachhochschule ist Mitglied der österreichischen Plattform Industrie 4.0 und bringt sich dort unter anderem rund um das Thema „Arbeitsplatz der Zukunft“ ein.
Die FH JOANNEUM ist Mitglied des United Nations Academic Impact (UNAI) Netzwerks von Bildungsinstitutionen, das sich für Themen wie soziale Verantwortung, Umweltschutz, Gleichstellung der Geschlechter, Menschenrechte und interkulturellen Dialog einsetzt.

## Zertifizierungen und Labors
- Electronic Design Center: Digital Short Range Radio, Embedded Systems, DSP
- Gender-Mainstreaming: Roberta-Regiozentrum
- Kompetenzknoten Telematik Kapfenberg
- Kompetenzzentrum für Gesundheitsberichterstattung
- Netzwerk-Ausbildung: Cisco Networking Academy
- Seminare und Workshops für Führungskräfte (Summer Business School)
- Health Perception Lab (HPL) – Labor für Gesundheit und Sensorik
- Entology Net:Force Lab – Showroom und Erklärungsforum für IT-Anwendungen
- Wahrnehmungs-Labor Vision Space: 3D-Visualisierung, technologiegestützte Lernprozesse und Human-Computer-Interaction
- Labor für Metabolomik: Analyseverfahren der biomedizinischen Forschung
- Sportwissenschaftliches Labor „SpoWiLab“[21]
- Labor für Avionik und Flugsicherungstechnik
- Labor für Flugsimulation
- Labor für Bauphysik und Fassadentechnik
- Labor für Hochfrequenztechnik und Elektromagnetische Verträglichkeit
- Fahrzeugtechnik-Prüffeld (Akkreditierung als Prüfstelle nach ÖVE/ÖNORM EN ISO/IEC 17025)
- Streaming Studio: Web-Radiostudio
- Pearson VUE Testcenter[22]
- Smart Production Lab: Industrie 4.0 Labor
- Food Processing Lab
- Web Literacy Lab[23]

## Forschungseinrichtung
Das „ZML – Zentrum für innovative Lernszenarien“ entwickelt Lernszenarien, die auf der Unterstützung durch Technik bzw. Web-Anwendungen basieren. Dazu gehören z. B. die Kommunikation in Netzwerken oder 3D-Simulationen. Im ZML werden aber auch E-Learning-Szenarien erforscht. Dabei beschäftigt sich das ZML z. B. mit der Benutzerfreundlichkeit verschiedener Oberflächen (Usability) oder mit dem „Lernen durch Computerspiele“, bei dem in verschiedenen Projekten die Wirkung von Lernspielen am PC erforscht wird.

## Kritik an Approbation von Rassentheorien
Im Jahr 2018 wurde an der FH Joanneum eine Bachelorarbeit im Fach Logopädie approbiert und mit „sehr gut“ beurteilt, die pseudowissenschaftliche Rassentheorien vertritt: „nach wissenschaftlichen Kriterien [ist] festzustellen, dass der Intelligenzquotient von Europiden (Europäern) im Durchschnitt höher ist als der von Negriden (Afrikanern) (...) und gleichzeitig niedriger als jener von Mongoliden (Ostasiaten) […] Die Hälfte der mittleren Sprechstimmlagen der Türken gelten, nach deutschen Maßstäben, als pathologisch.“ Der Titel der Arbeit sollte ursprünglich „Rasse und Stimme“ lauten, wurde auf Anraten eines externen Gutachters – damals ein Student der Karl-Franzens-Universität in Graz –auf „Innerartliche Variation des menschlichen Vokaltraktes und der Stimme“ entschärft.
Ein Mitglied der Prüfungskommission an der FH und Zweitbegutachter der zweiten Bachelorarbeit des Studenten, Ralf Vollmann vom Institut für Sprachwissenschaft der Karl-Franzens-Universität in Graz, hatte mit dem Verfasser gemeinsame Arbeiten publiziert.
Nach internen Hinweisen auf die problematischen Inhalte holte die Fachhochschule eine Stellungnahme des Dokumentationsarchives des österreichischen Widerstandes ein. Darin wurde die Arbeit als skandalös bezeichnet und als „Versuch, pseudowissenschaftlich rassistische Arbeiten auf Grundlage der Rassennomenklatur, die infolge der NS-Zeit als verpönt gilt, zu rehabilitieren“ sowie als wissenschaftlich fragwürdig, denn „kommt über das Niveau einander widersprechender Hypothesen nicht hinaus, denen eine naturwissenschaftlich-empirische Untermauerung sowie Beweisführung abgeht“, sie befinde sich jedoch „innerhalb des gesetzlichen Rahmens“; der Autor sei in rechtsradikalen Kreisen bekannt.
Nach Bekanntwerden des Skandals erklärte die Fachhochschule, keine weiteren Schritte gegenüber dem Studierenden einzuleiten, denn die Arbeit sei „rechtlich einwandfrei“. In einem E-Mail an das DÖW schrieb die FH Joanneum auch, keine weiteren Schritte unternehmen zu wollen, weil sie Attacken aus der rechten Szene fürchte, da der Autor „im Falle einer Konsequenz über ein gutes Netzwerk in juristische wie mediale Richtung verfügt und dies möglicherweise noch unangenehmere Folgen hätte als eine stille Akzeptanz der Arbeit“. Der Erstbegutachter meinte nachträglich, er habe nichts von „rassistischen oder gar verbotenen“ Inhalten bemerkt, da er nicht gewusst hatte, dass der Verfasser der rechten Szene zuzuordnen ist. Rudolf Muhr, ebenfalls vom Institut für Sprachwissenschaft der Karl-Franzens-Universität, meinte: „Das kann doch nicht sein, dass an der Universität Rassisten gefördert werden. Diese völlig unwissenschaftliche Arbeit muss aberkannt werden.“ Die zuständige Landesrätin für Wissenschaft Barbara Eibinger-Miedl beauftragte eine weitere externe Untersuchung.